# Академія зовнішньої розвідки України
Академія зовнішньої розвідки України — колишній вищий військовий навчальний заклад, який за державним замовленням здійснював підготовку, перепідготовку та підвищення кваліфікації співробітників СЗР України. Раніше носив назву «Інститут служби зовнішньої розвідки України».
Знаходилася в Києві на вул. Бульварно-Кудрявській, 11. Ліквідована 5 листопада 2021 року.

## Історія
Створений 1995 року, як факультет Національної академії СБУ, згодом переформований на центр.
Відповідно до розпорядження Кабінету Міністрів України від 23 травня 2007 року № 310-р був перетворений на інститут, як відомчий вищий навчальний заклад, який здійснює згідно з державним замовленням підготовку, перепідготовку та підвищення кваліфікації співробітників СЗР України.
Розпорядженням Кабінету Міністрів України № 373-р від 15 травня 2019 року Інститут реорганізовано у Академію зовнішньої розвідки України.

## Основні напрямки

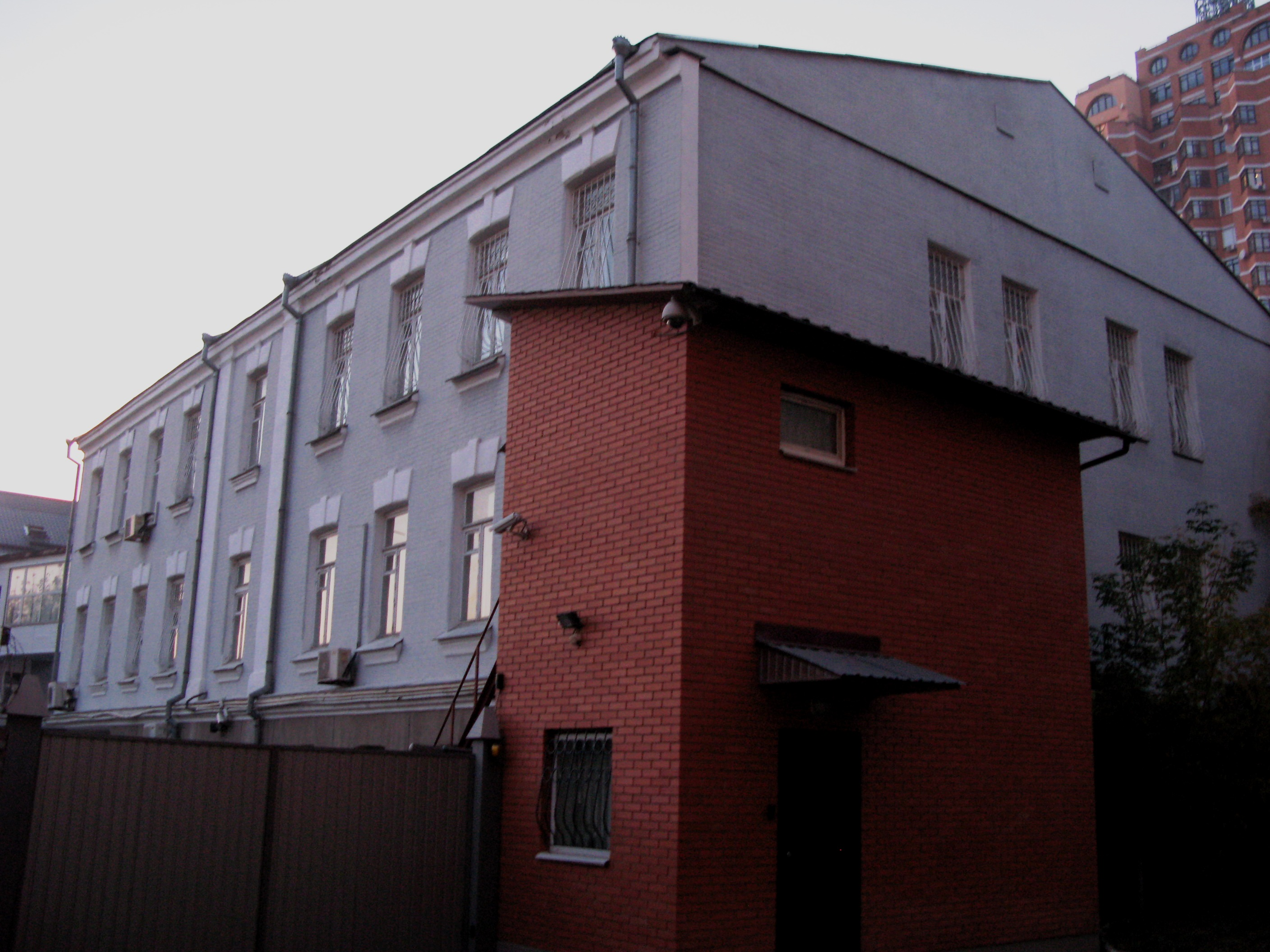
Приміщення Академії

- підготовка фахівців освітньо-кваліфікаційного рівня «магістр» за спеціальностями «Агентурна розвідка» та «Технічна розвідка»;
- перепідготовка та підвищення кваліфікації керівного, оперативного і оперативно-технічного складу.

На навчання до Академії для здобуття освітньо-кваліфікаційного рівня магістра приймаються військовослужбовці Служби зовнішньої розвідки України, які виявили бажання здобути відповідний рівень за обраною спеціальністю, мають освітньо-кваліфікаційний рівень бакалавра, спеціаліста або магістра незалежно від напряму підготовки та рекомендовані до вступу керівниками структурних підрозділів СЗР України.
Прийом на навчання у магістратурі здійснюється на конкурсній основі за результатами вступних випробувань.
Термін навчання в магістратурі — півтора року. Форма навчання — денна.
Керівництво, науково-педагогічний склад Академії постійно здійснюють адаптацію змісту навчання до сучасних вимог і потреб розвідки, впроваджують до навчально-виховного процесу нові прогресивні методики, залучають до підготовки розвідників кращих фахівців з різних галузей знань та професіоналів з питань практичного їх застосування.
Служба зовнішньої розвідки України також має домовленості з рядом провідних вищих навчальних закладів України щодо підготовки фахівців для СЗР України за рахунок державного бюджету у рамках державного замовлення. Підписано низку угод про співпрацю та спільних наказів, що регламентують порядок взаємодії у вирішенні питань кадрового забезпечення з іншими державними органами, зокрема, зі Службою безпеки України, Міністерством оборони України, Міністерством закордонних справ України та іншими.

## Ліквідація закладу
5 листопада 2021 року Кабінет Міністрів України Розпорядженням №- 1407-р ліквідував Академію зовнішньої розвідки України.
Замість Академії зовнішньої розвідки, в рамках вдосконалення системи кадрового забезпечення, 22 листопада 2021 року створено Тренінговий центр для формування знань і навичок, необхідних для виконання завдань, поставлених перед розвідкою.

## Керівництво
- Бохонський Володимир Григорович (2018—2020)
- Кононенко Олександр Валентинович (2020-2021)